# Pamfil Polonic
Pamfil Polonic (* 27. August 1858 in Suceava; † 17. April 1945 in Bukarest) war ein rumänischer Offizier der k. u. k. Armee, Topograph und Kartograph sowie autodidaktischer Archäologe.

## Militärische Laufbahn
Nachdem Polonic 1873 sein Abitur absolviert hatte, trat er in das Militärgymnasium in St. Pölten ein. Das Jahr 1874 sah ihn an der Militärschule in Mährisch Weisskirchen und 1875 bis 1878 war er an der Militärakademie Theresianum in Wien. 1879 wurde er zum Leutnant des 31. Infanterie-Regiments in Hermannstadt (heute Sibiu) befördert.
In Sibiu blieb er bis 1888 und fungierte neben seinem eigentlichen Dienst auch als Dozent für Topographie an der Schule für Reserveoffiziere. Von 1888 bis 1891 arbeitete er als Topographie-Ingenieur an den militärischen Befestigungsanlagen in Przemyśl in Galizien. 1891 musste er krankheitsbedingt aus der Armee ausscheiden.

## Wirken als Topograph und Archäologe
Grigore Tocilescu, Direktor des Muzeului Național de Antichități (Nationales Antikenmuseum), schätzte Polonics Qualitäten als Topograph und Zeichner und stellte ihn 1892 ein. Er wurde zum wichtigsten technischen Mitarbeiter Tocilescus. Auch wenn er keine akademisch-archäologische Ausbildung hatte, vertraute ihm Tocilescu 1892/1893 die örtliche Leitung der Ausgrabungen in Adamclisi an. 1893 folgten Grabungen im Kastell Slăveni und 1894 im Kastell Islaz-Racoviță, in Arutela und im Kastell Titești. 1895 bis 1896 sowie 1899 grub er im antiken Axiopolis (Cernavodă), sowohl in der römischen als auch in der byzantinischen Festung. 1897 führte er Untersuchungen im Kastell Răcarii de Jos, in Bumbești-Jiu und im Kastell Porceni durch. 1898–1899 nahm er die 1892 begonnenen Ausgrabungen in Adamclisi wieder auf. Im Jahr 1900 grub er unter anderem in den Kastellen von Reșca und 1901 in der griechischen Kolonie Mangalia und im römischen Kastell Jidava. 1902 trennte sich Polonic nach einigen Differenzen von Tocilescu und verließ das Museum.
Er ging zur Staatlichen Fischereibehörde im Donaudelta, wo er ein enger Mitarbeiter des Naturforschers Grigore Antipa wurde. 1905 wurde er Mitarbeiter des Naturhistorischen Museums Bukarest. Ab 1910 arbeitete er mit dem Geographen Simion Mehedinți an der Kartierung von dessen Atlanten und Geographiehandbüchern. In dieser Zeit kooperierte er auch mit dem Institutul Geologic al României (Geologisches Institut Rumäniens), um eine geologische Karte des Landes zu erstellen. Nach dem Ersten Weltkrieg arbeitete er als leitender Angestellter im Landeskatasteramt. 1925 trat Polonic in den Ruhestand.
1928 wurde er vom Muzeului Național de Antichități gebeten, eine Karte der prähistorischen und griechisch-römischen Zeit in der Dobrudscha sowie eine Karte der Wallanlagen und Schanzen in derselben Region zu zeichnen. Beide Karten wurden 1929 bei der Weltausstellung in Barcelona präsentiert. Ebenfalls für das Muzeului Național de Antichități zeichnete er zusammen mit seinem Sohn Pamfil P. Polonic (1906–1969) eine archäologische Karte von Dakien auf Grundlage von Daten, die Ion Andrieșescu bereitstellte. Vasile Pârvan schätzte Polonic für seine Arbeiten und ermutigte ihn, für die Rumänische Akademie eine Schrift über die römischen Befestigungen, Städte und Straßen in Rumänien zu erstellen. Es entstand ein wegweisendes, historisches Verzeichnis aller römischen Spuren, die in Rumänien erhalten geblieben waren, einschließlich eines alphabetischen Registers und einer archäologischen Karte. Die Akademie würdigte diese Arbeit durch die Verleihung des Premiul Vasile Adamachi (Vasile Adamachi-Preis). Die Arbeit wurde jedoch nie veröffentlicht.
Aus seiner Tätigkeit hinterließ Polonic der Handschriftenabteilung der Akademiebibliothek insgesamt 1587 Blätter, davon 1334 Seiten mit Texten und Notizen, 27 Karten und 226 Pläne und Zeichnungen.

## Schriften
- Valurile antice din Dobrogea. In: Natura. 24, 1935, 6, S. 21–26
- Cetăţile antice de pe malul drept al Dunării (Dobrogea) până la gurile ei. In: Natura. 24, 1935, 7, S. 18–26.